# 前田友
前田友，日本BL漫畫家。新書館主要執筆漫畫家之一。

## 作品
- 我的幽靈戀人、全1冊 ISBN 9789862093696
- 黑色太陽銀之月、5冊待續、原名（日文版7冊待續）

1. ISBN 9789862093351
2. ISBN 9789862093917
3. ISBN 9789862094303
4. ISBN 9789862094549
5. ISBN 9789862095140

- 原名

## 外部連結
- （日語） 黒魚屋 （页面存档备份，存于）